# Bahaa el-Din Ahmed Hussein el-Akkad
Bahaa el-Alboroto Ahmed Hussein el-Akkad (en árabe: بهاء الدين أحمد حسين العقاد‎: ; nacido en 1949)  es un antiguo imán musulmán de Egipto. Durante más de 20 años, el-Akkad fue miembro del grupo fundamentalista islámico Da'wa el Tabligh, que hizo proselitismo activo hacia los no musulmanes pero se opuso estrictamente a la violencia. También dirigió una comunidad de mezquitas en Al-Haram, en el área de Giza adyacente a El Cairo. En 1994, publicó Islam, la religión, un libro de 500 páginas que repasa las creencias y dogmas tradicionales del Islam. Más tarde se desilusionó con su religión y comenzó a cuestionar ciertos principios islámicos. Un discurso teológico con un cristiano lo llevó a conducir un estudio intensivo de las Escrituras cristianas, después de lo cual se convirtió al cristianismo en enero de 2005.
El 6 de abril de 2005, el-Akkad fue arrestado por la Inteligencia de Seguridad del Estado (SSI) bajo sospecha de blasfemia contra el islam. Fue acusado de "insultar a una religión celestial", un delito menor en virtud del artículo 98-F del código penal egipcio. Aunque su liberación por un tribunal en El Cairo el 30 de julio de 2006 fue emitida, el SSI deliberadamente ignoró esta decisión y transfirió a El-Akkad a la prisión de máxima seguridad Wadi el-Natroun, donde la mayoría de los islamistas egipcios condenados por actividades antigubernamentales son encarcelados. Finalmente fue liberado el 28 de abril de 2007, después de haber estado recluido sin cargos durante dos años.